# Mount Edgcumbe House
Mount Edgcumbe House est une demeure seigneuriale du sud-est des Cornouailles, un bâtiment classé Grade II, tandis que ses jardins et son parc sont classés Grade I dans le registre des parcs et jardins d'intérêt historique spécial en Angleterre.
Le Parc national du Mont Edgcumbe est situé dans la paroisse de Maker sur la péninsule de Rame, surplombant Plymouth Sound ; son entrée principale se trouve dans le village de Cremyll.
C'est le siège principal de la famille Edgcumbe depuis l'époque Tudor, dont beaucoup sont députés avant que Richard Edgcumbe ne soit élevé à la pairie en tant que baron Edgcumbe en 1742. Son deuxième fils, George, devient comte en 1789.

## Histoire
Richard Edgcumbe construit la maison originale entre 1547 et 1553 et on dit qu'elle a inspiré l'architecte Robert Smythson pour le Wollaton Hall. Elle est complètement détruite pendant la Seconde Guerre mondiale par les bombes allemandes en 1941, et le processus de restauration débute en 1958 à l'instigation du 6e comte. En 1971, le 7e comte vend le domaine au conseil du comté de Cornouailles et au conseil municipal de Plymouth, et il est ouvert au public depuis 1988. Ses intérieurs ont été restaurés dans le style du XVIIIe siècle.
Le domaine Mount Edgcumbe House continue d'être la propriété conjointe du Conseil de Cornouailles et du Conseil municipal de Plymouth et est l'une des attractions touristiques historiques les plus populaires du sud-est de la Cornouailles. Le Country Park, sur la péninsule de Rame, est le premier terrain paysager de Cornouailles et abrite la collection nationale de camélias.